# Discografia di Lloyd Banks

## Album

### Album in studio
| Titolo                           | Dettagli                                                                                      | Posizione in classifica | Posizione in classifica | Posizione in classifica | Posizione in classifica | Posizione in classifica | Posizione in classifica | Posizione in classifica | Certificazioni                             |
| Titolo                           | Dettagli                                                                                      | US                      | US R&B                  | US Rap                  | CAN                     | FRA                     | GER                     | UK                      | Certificazioni                             |
| -------------------------------- | --------------------------------------------------------------------------------------------- | ----------------------- | ----------------------- | ----------------------- | ----------------------- | ----------------------- | ----------------------- | ----------------------- | ------------------------------------------ |
| The Hunger for More              | - Pubblicato: 29 giugno 2004 - Etichetta: G-Unit, Interscope - Formato: CD, digital download  | 1                       | 1                       | *                       | 2                       | 37                      | 45                      | 15                      | - US: Platino - CAN: Platino - UK: Argento |
| Rotten Apple                     | - Pubblicato: 10 ottobre 2006 - Etichetta: G-Unit, Interscope - Formato: CD, digital download | 3                       | 1                       | 1                       | 6                       | 65                      | 51                      | 40                      | - CAN: Oro                                 |
| H.F.M. 2 (The Hunger for More 2) | - Pubblicato: November 22, 2010 - Etichetta: G-Unit, EMI - Formato: CD, digital download      | 26                      | 6                       | 4                       | —                       | —                       | —                       | —                       |                                            |

### Mixtape
| Titolo                                          | Dettagli                        |
| ----------------------------------------------- | ------------------------------- |
| Money in the Bank                               | - Pubblicato: 2003              |
| Mo' Money In the Bank                           | - Pubblicato: 2003              |
| Ca$hing In: Mo Money In the Bank, Pt. 3         | - Pubblicato: 2004              |
| Mo Money In the Bank, Pt. 4                     | - Pubblicato: 2005              |
| Mo Money In the Bank, Pt. 5 (The Final Chapter) | - Pubblicato: 18 dicembre 2006  |
| Return of the PLK                               | - Pubblicato: 26 settembre 2008 |
| Halloween Havoc                                 | - Pubblicato: 31 ottobre 2008   |
| The Cold Corner                                 | - Pubblicato: 1º gennaio 2009   |
| 4.30.09: Happy Birthday                         | - Pubblicato: 30 aprile 2009    |
| V5                                              | - Pubblicato: 28 dicembre 2009  |
| The Cold Corner 2                               | - Pubblicato: 8 novembre 2011   |